# کوه مانگنژنگ
کوه مانگنژنگ (به لاتین: Mount Mangengenge) یک کوه در جمهوری دموکراتیک کنگو است که در کینشاسا واقع شده‌است. کوه مانگنژنگ ۷۱۸ متر بالاتر از سطح دریا واقع شده‌است.